# Colobothea peruviana
Colobothea peruviana är en skalbaggsart som beskrevs av Aurivillius 1920. Colobothea peruviana ingår i släktet Colobothea och familjen långhorningar. Inga underarter finns listade i Catalogue of Life.